# جوراب ساق‌دار زنانه

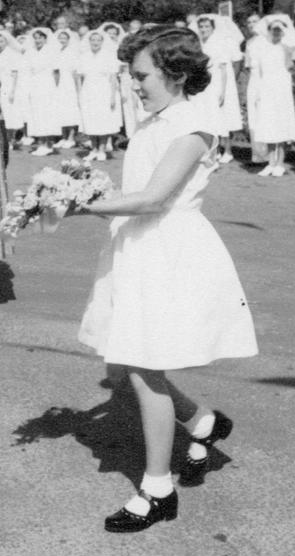
جوراب ساق‌ دار زنانه

جوراب ساق‌ دار زنانه نوعی جوراب است که مورد استفاده زنان و دختران قرار می‌گیرد. این نوع جوراب معمولاً بلندتر از جوراب‌های معمولی است و ممکن است تا زیر زانو، بالای زانو یا بالای ران را بپوشاند.

## قد جوراب

### پنجه پوش
که تنها پنجه پا را می‌پوشاند و جهت راحتی و شادابی انگشتان در کفش‌هایی استفاده می‌شود که تنها پنجه‌ها را می‌پوشانند و می‌خواهید مابقی پای شما لخت باشد.

### پاپوش
نوع جورابی است که تنها کف پا را می‌پوشاند. پاپوش باعث راحتی، شادابی پا و جلوگیری از صدمات به پا شده در حالی که نمای پای لخت را به شما می‌دهد.

### جوراب مچی
ساق این نوع جوراب تا بالای قوزک پا کشیده می‌شود به همین دلیل به جوراب قوزکی نیز معروف است. جوراب مچی معمولاً همراه با کفش‌های با ساق کوتاه مانند کتانی پوشیده می‌شود و پوشیدن آن هم در میان آقایان و هم خانم‌ها متداول است.

### جوراب یک ربع
اندازه معمول یک جوراب که تا بالای قوزک پا می‌آید.

### جوراب دو ربع
بلندی این جوراب تا زیر زانو می‌باشد. فوتبالیست ها از این جوراب استفاده می کنند.

### جوراب سه ربع
این جوراب تا بالای زانو امتداد دارد. 

### جوراب ساق بلند
جوراب ساق بلند یک پوشش تنگ معمولاً کشباف است که زنانی که می خواهند ساق‌ها و ران‌های خود را بپوشانند یا تزئین کنند می پوشند و تا بالای ران پا می‌باشد. برای یک غیر حرفه‌ای جوراب ساق بلند شبیه یک جوراب است فقط بلندتر و از جنس بهتر.

### جوراب شلواری
جوراب شلواری یک پوشش یک تکه چسبان نازک یا ضخیم است که شبیه شلوار پوشیده می‌شود و بدن را به‌طور کامل از انگشتان پا تا کمر می‌پوشاند. در واقع جورابی است که همانند شلوار تا بالای کمر می‌آید. معمولاً از نایلون یا نایلون کشباف که قابلیت کشسانی و استحکام به آن می‌دهد ساخته می‌شود.

### ساق
ساق، همان جوراب ساق بلند است که قسمت مچ به پایین آن حذف شده‌است. در واقع از بالای ران تا مچ پا امتداد دارد. البته انواع کوتاه‌تر آن نیز وجود دارد.

### ساق شلواری
ساق شلواری همان جوراب شلواری است که قسمت مچ تا انگشتان پا در آن حذف شده‌است و از کمر تا مچ پا ادامه دارد. ممکن است برای بالا نرفتن ساق شلواری و کشیده ماندن آن، قسمتی به زیر پاشنه پا آمده باشد که به آن ساق شلواری رکابدار می‌گویند.

## جوراب درز دار
در گذشته چون جوراب‌ها قابلیت کشسانی بالایی نداشتند، جوراب‌های ساق بلند کاملاً به اندازه پا بافته می‌شدند و سپس پشت آن از پاشنه تا بالا دوخته می‌شد که باعث ایجاد درزی در پشت جوراب می‌شد. امروزه نیز هنوز جوراب‌های لوکسی با این روش دوخته می‌شوند که نشان آن‌ها حفره‌ای است که در لبه جوراب در بالای درز وجود دارد.